# Station Mouy-Bury
Station Mouy-Bury is een spoorwegstation op de grens van Franse gemeenten Angy en Mouy.